# Breakout (canción de Miley Cyrus)
«Breakout» —en español: «Escapar»— es una canción pop de la artista estadounidense Miley Cyrus que se lanzó a través de Radio Disney como parte de la promoción de su segundo álbum de estudio, Breakout. La grabó originalmente la cantautora de pop estadounidense Katy Perry como una maqueta para su álbum One of the Boys, pero después de no ser incluida en el álbum, la canción fue interpretada por Cyrus. «Breakout» es una pista dance pop, cuya instrumentación incluye teclado, guitarra y batería; su letra se centra en romper las reglas.
La pista fue bien recibida por los críticos de música contemporánea, los cuales destacaron su contenido lírico. Bill Lamb, del sitio web About.com, dijo que la canción fue una de las pistas «destacadas de Breakout» y Heather Phares, de Allmusic, escribió que la canción era la «rebelión de una escolar», y que «fue diseñada para presentar a la alegre y despreocupada Miley». Sus ventas en formato digital comenzaron el 22 de julio de 2008, inmediatamente después del lanzamiento del álbum homónimo. Gracias a su índice de ventas la pista obtuvo éxito comercial en Australia, Canadá y Estados Unidos; su puesto más alto obtenido en los rankings fue el número 45 en el Canadian Hot 100. Cyrus presentó la canción en numerosos escenarios; en su primera presentación del tema en directo, en los Disney Channel Games de 2008, se usó como un video musical promocional; también la interpretó en su primera gira mundial, Wonder World Tour, donde fue la canción de apertura.

## Antecedentes y composición

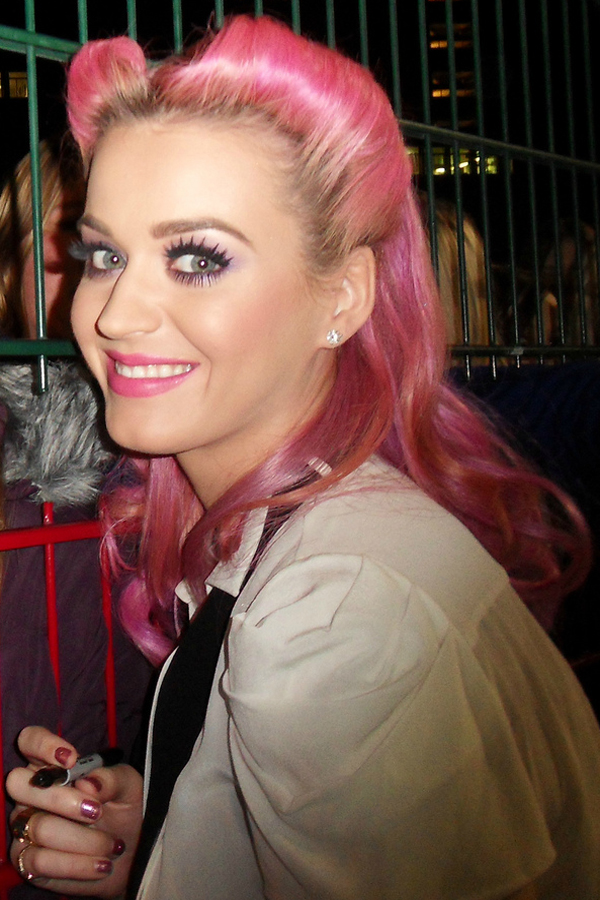
Katy Perry, quien interpretó originalmente la canción.

«Breakout» fue escrita por Ted Bruner, Trey Vittetoe y Gina Schock de la banda estadounidense The Go-Go's. La cantante de pop Katy Perry grabó la canción originalmente, como una maqueta para su álbum One of the Boys, pero nunca fue incluida oficialmente en este y pasó a ser de Cyrus, con Perry como voz de respaldo. Katy Perry habló sobre su papel en la canción durante una entrevista con la revista Bliss: «Mi voz está en “Breakout”. Yo pensé, sí, estoy cantando en un sencillo de Miley». Cyrus dijo que nombrar al álbum Breakout fue influenciado por la pista ya que era «una de sus favoritas», debido a que tiene un llamado a los diferentes grupos de edad: «Las madres, padres, hermanas y hermanos pueden relacionarse con ella. Es básicamente porque lo que desean es salir y divertirse con sus amigos y a veces, salir a bailar y soltase de vez en cuando».
«Breakout» es una canción dance pop que posee una fuerte utilización de elementos del género pop rock y tiene una duración de tres minutos y veintiséis segundos. Escrita en la tonalidad de sol mayor, sigue la progresión de acordes sol5-re-do2-re comienza con un ritmo rápido compuesto por guitarra eléctrica, batería y más adelante teclados. Desde la perspectiva de Chris William de la revista Entertainment Weekly, la letra de «Breakout» es «una arenga contra las desigualdades más crueles de la vida» y atrajo la atención sobre el primer verso: Every week's the same/Stuck in school's so lame/My parents say that I'm lazy/Getting up at 8 a.m.'s crazy/Tired of bein' told what to do/So unfair, so uncool («Toda la semana es igual/ Mis padres dicen que soy vaga/ Levantarse a las 8 a.m. es una locura/ Cansada de que me digan qué hacer/Tan injusto, tan anticuado»), aunque añadió que la canción es una señal de que «la niña pequeña no crece». Sin embargo, Mikael Wood de Los Angeles Times dijo que la canción era de hecho sobre madurar rápidamente, refiriéndose a las líneas: It feels so good to let go («Me siento tan bien al soltarme») y Wish it would never end («Ojalá que nunca fuera a terminar»). Jodi Rosen de Rolling Stone también creyó que «[Cyrus] está ventilando las frustraciones de una adolescente que tiene la edad suficiente como para no someterse a sus padres, profesores o a cualquier otro» por el verso tired of bein' told what to do («Cansada de que me digan lo que tengo que hacer»).

## Recepción

### Comentarios de la crítica
«Breakout» recibió, en general, respuestas positivas de parte de los críticos de música contemporánea. Bill Lamb del sitio web About.com dijo que la canción fue una de las pistas «destacadas de Breakout» y Heather Phares de Allmusic  escribió que el tema musical era la «rebelión de una escolar», y que «fue diseñada para presentar a la alegre y despreocupada Miley». De acuerdo con Sarah Rodman del diario The Boston Globe, «Breakout» es «una canción puramente pop con la efervescencia propia de The Go-Go's» y Jody Rosen de la revista Rolling Stone llamó a la pista como «un tema pop más sofisticado y controlado, grabado bajo su propio nombre y no el de Hannah Montana».
Ash Dosanjh de Yahoo! Music dijo: «Puedes perdonar la falta de profundidad poética de Cyrus, porque esto es un completo éxito de las pistas de baile con ritmos que entregan éxtasis y lanzan puñetazos a todo». Robert Christgau llamó a las pistas «“Breakout” y “7 Things”» como «los mejores temas de Breakout» al escribir sobre el álbum en su sitio web. Ben Ratliff escribiendo para el diario estadounidense The New York Times, dijo que «“Breakout” les gusta tanto a las niñas como a las adolescentes» y «es una llamada a la diversión para chicas, pero sugiere un futuro decadente sin escuelas». Sal Cinquemani de la revista Slant Magazine describió a «Breakout» como algo nocivo, una imitación de Avril Lavigne; una perorata antieducacional llena de declaraciones del estilo de «Toda la semana es igual/Atascada en la escuela, que tontería!» y «Cansada de que me digan qué hacer/Tan injusto, tan anticuado».

### Desempeño comercial

Las ventas digitales le permitieron a «Breakout» entrar en las listas de rankings musicales de Billboard.

Como no fue lanzada como sencillo, «Breakout» recibió un airplay exclusivo a través de Radio Disney, por lo que su aparición en las listas de éxitos se debió principalmente a su índice de descargas digitales. En la semana del 9 de agosto de 2008, «Breakout» debutó en el puesto número cincuenta y seis del conteo estadounidense Billboard Hot 100, donde pasó siete semanas consecutivas. Durante la misma semana, se posicionó en el puesto número veintisiete del Hot Digital Songs, y entró en el Canadian Hot 100 en la posición número cuarenta y cinco, puesto en el que pasó tres semanas consecutivas para posteriormente salir del listado. La pista también debutó en el puesto número noventa y cuatro en la lista Australian Singles Chart.

## Presentaciones en vivo

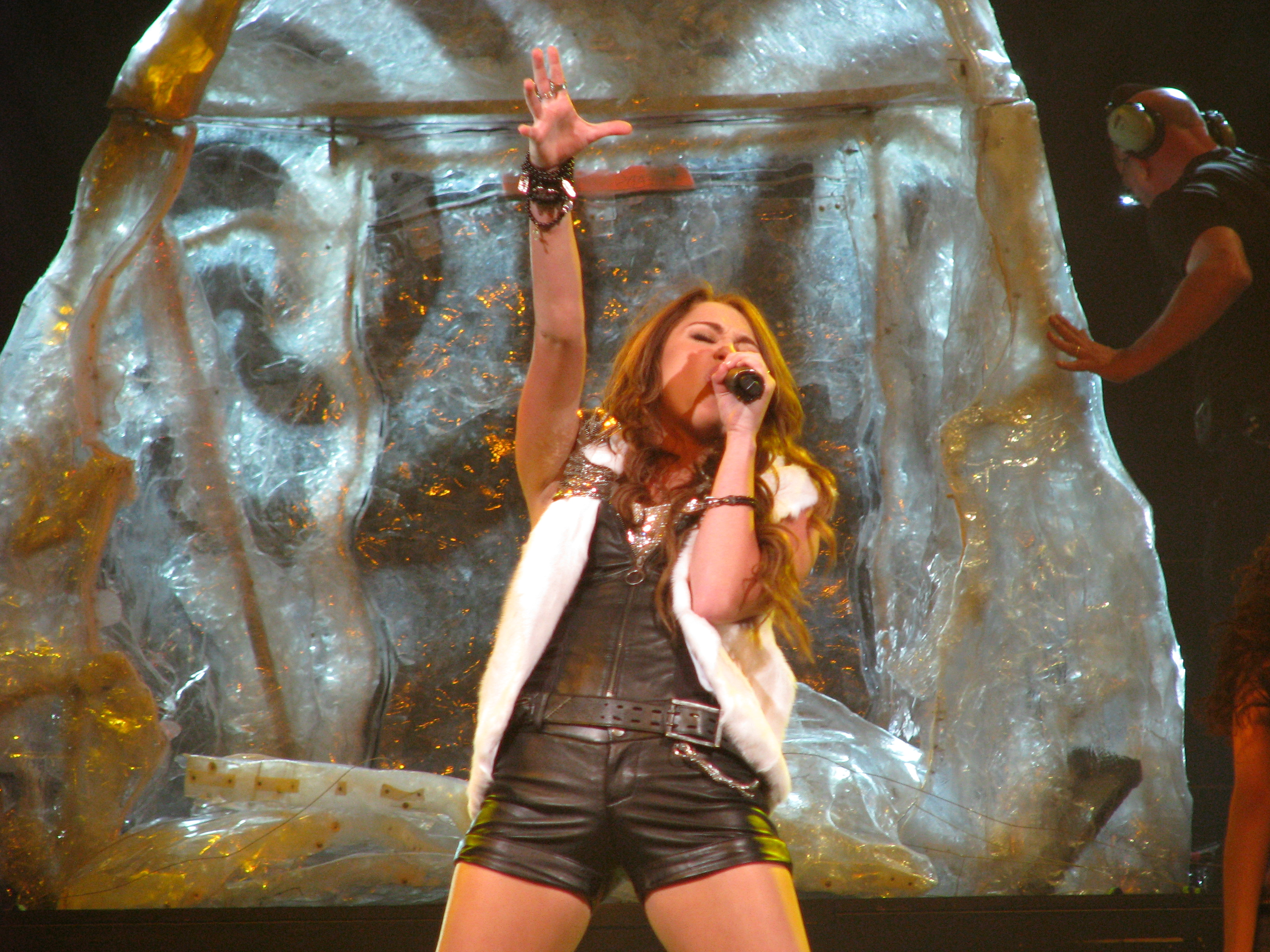
Cyrus interpretando «Breakout» como el número de apertura del Wonder World Tour.

Cyrus estrenó «Breakout» en la inauguración de los Disney Channel Games, que se celebraron el 4 de mayo de 2008 en Walt Disney World en Orlando, Florida, como parte de la temporada de actividades veraniegas de Disney Channel. Posteriormente a la presentación, una grabación del concierto salió al aire como un vídeo promocional de la canción en Disney Channel; Cyrus usaba un vestido corto, negro de lentejuelas con una camiseta roja y pantalones negros debajo. El 17 de mayo, Cyrus presentó la pista en el evento Zootopia 2008 y el 25 de julio, en el Rockefeller Center, en la ciudad de Nueva York, presentación que fue transmitida posteriormente por The Today Show. El 7 de junio de 2009, Miley interpretó la canción en el vigésimo aniversario del Time for Heroes Celebrity Carnival, un carnaval al aire libre que entrega apoyo a la fundación Elizabeth Glaser Pediatric AIDS, la cual trabaja para prevenir el VIH infantil.
«Breakout» estaba en la lista de canciones a interpretar en la gira internacional Wonder World Tour. Cyrus la cantó como el número de apertura en cada presentación, mientras llevaba un top de cuero negro, pantalones cortos y un chaleco de piel blanco. Las presentaciones comienzan con ella atrapada en una enorme cúpula de cristales que imitan al hielo, que surge de la parte inferior del escenario. A medida que sale de la cúpula Miley comienza a cantar «Breakout», poco a poco pasa de un tempo lento a uno rápido; después de bailar y hacia el final de la interpretación ella y los bailarines suben en andamios móviles. Melinda M. Thompson, del diario The Oregonian informó que, en el concierto del 14 de septiembre en el Rose Garden Arena, en Portland, Oregon, la canción obtuvo una gran respuesta, argumentando que «los adolescentes que gritan a sus pies mientras sube al escenario hacen sentir que Miley esta lista para la fiesta». Lael Loewenstein de Variety señaló que la interpretación de la canción el 22 de septiembre en el Staples Center, en Los Ángeles, California, tocó «el tema de la auto-reinvención el cual anuncia su nueva imagen». Posteriormente Cyrus interpretó la canción en los conciertos del festival Rock in Rio en Lisboa, Portugal y Madrid, España.

## Posición en las listas
| Australia      | Australian Singles Chart | 94 |  |
| Canadá         | Canadian Hot 100         | 45 |  |
| Estados Unidos | Billboard Hot 100        | 56 |  |
| Estados Unidos | Hot Digital Songs        | 27 |  |